# 乙田修三
乙田 修三（おとだ しゅうぞう、1932年 - ）は、日本の作曲家・歌手。石川県白山市出身。日本作曲家協会会員、石川県歌謡文化協会理事長。
乙田修三歌謡研究所を主宰し、門下生の中にはプロデビューした者も多い。また、公民館などのカラオケ教室でも講師を務める。
北陸放送ラジオで『乙田修三勝ち抜き歌謡道場』というリスナー参加ののど自慢番組に出演中である。
毎年6月に開催される金沢市の百万石まつりでは前田利家役の俳優が金沢駅前を出発する際に乙田が自作の『あゝ前田利家公』を歌うのが恒例となっている。

## 略歴
鶴来町（現白山市）に生まれる。4歳の時、事故で目を怪我しそれがもとで弱視となる（30代で右目の視力を失い、左目もコンタクトレンズを入れて0.3程度しか見えない）。地元小中学校の音楽の授業で歌う喜びに目覚める。中学校卒業後は働きながら石川県立鶴来高等学校定時制に通う一方、歌手の道を志しレッスンに励む。
各地ののど自慢大会で優秀な成績をおさめる。1953年、コロムビア全国歌謡コンクール男子の部で準優勝し、作曲家の田村しげるに認められ上京。その後松島詩子の紹介で吉田矢健治の門下生となる。
1957年、念願のキングレコードの歌手オーディションに合格しプロデビューのきっかけをつかむが、兄の急逝により断念、恩師吉田矢と松島の「東京でなくても歌の仕事はある。作曲したり後輩を指導したりすることもできるよ」との言葉に送られて帰郷する。帰郷後、鶴来と金沢で歌謡教室を開く。
1969年、梅木かつよし作詞の『片山津ブルース』が全国発売となる。
1988年、「郷土の歌謡界の水準向上に貢献した」として、北國芸能賞を受賞。
1989年、『友禅流し』で第6回藤田まさと賞受賞。

## 主な作品
- 友禅流し（1989年：牧村三枝子に提供。作詞・水木かおる。自らも歌う）
- 北陸本線（1996年：山川豊に提供）
- あゝ前田利家公/人生演歌（2002年：自ら歌う。作詞・梅木かつよし）
- 翔け世界の頂点へ～松井秀喜応援歌～（2006年：たぁ～た～ずに提供。作詞・松岡良夫）
- 加賀の宿（2015年：プロ雀士の灘麻太郎に提供。作詞・志賀大介）

ほか、石川県のご当地ソングを多数作曲。また、県内で活動するローカル歌手らに多数曲を提供している。

## 著書
- 歌と出逢いに恵まれて - 北國新聞社出版局

## おもな門下生
- 井上あずみ
- 松井昌雄（松井秀喜の実父。香西かおりとのデュエット『ゆきずり物語』でデビュー）
- 吉川幸典（たぁ～た～ず）
- 三田結香